# Crocodylus porosus
Il coccodrillo marino (Crocodylus porosus - Schneider, 1801) o estuarino è il più grande rettile vivente.
È una delle tre specie di coccodrillo presenti nel subcontinente indiano insieme al Crocodylus palustris e al Gaviale del Gange, ma l'areale del coccodrillo marino include l'Indocina, la Melanesia e le coste settentrionali dell'Australia.
Il suo morso è il più potente tra gli animali attualmente esistenti sul pianeta.

## Areale

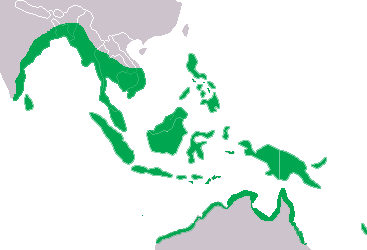
Areale del Crocodylus porosus

Il coccodrillo marino era presente in tutta la regione australo-asiatica, e precisamente in:

Australia, Papua Nuova Guinea, Bangladesh, Brunei, Birmania (Burma), Cambogia, Cina, India (incluse le isole Andamane e Nicobare), Indonesia, Timor Est, Malaysia, Palau (Isole Caroline), Filippine, Singapore, Sri Lanka, Isole Salomone, Thailandia, Vanuatu (Isole Banks) e Vietnam.
Da alcuni decenni il suo areale si è ristretto di molto, attualmente è estinto in Thailandia, Laos e Vietnam. Nel resto dell'Indocina è sempre più raro.
Questa specie non è a rischio di estinzione perché è ancora comune in Papua Nuova Guinea e nel nord dell'Australia.
Individui isolati possono essere ritrovati a notevole distanza dal loro solito habitat, anche oltre i 1000 km (ad es. in Giappone).
Storicamente presente alle Seychelles, attualmente vi è stato dichiarato estinto.

## Caratteristiche distintive

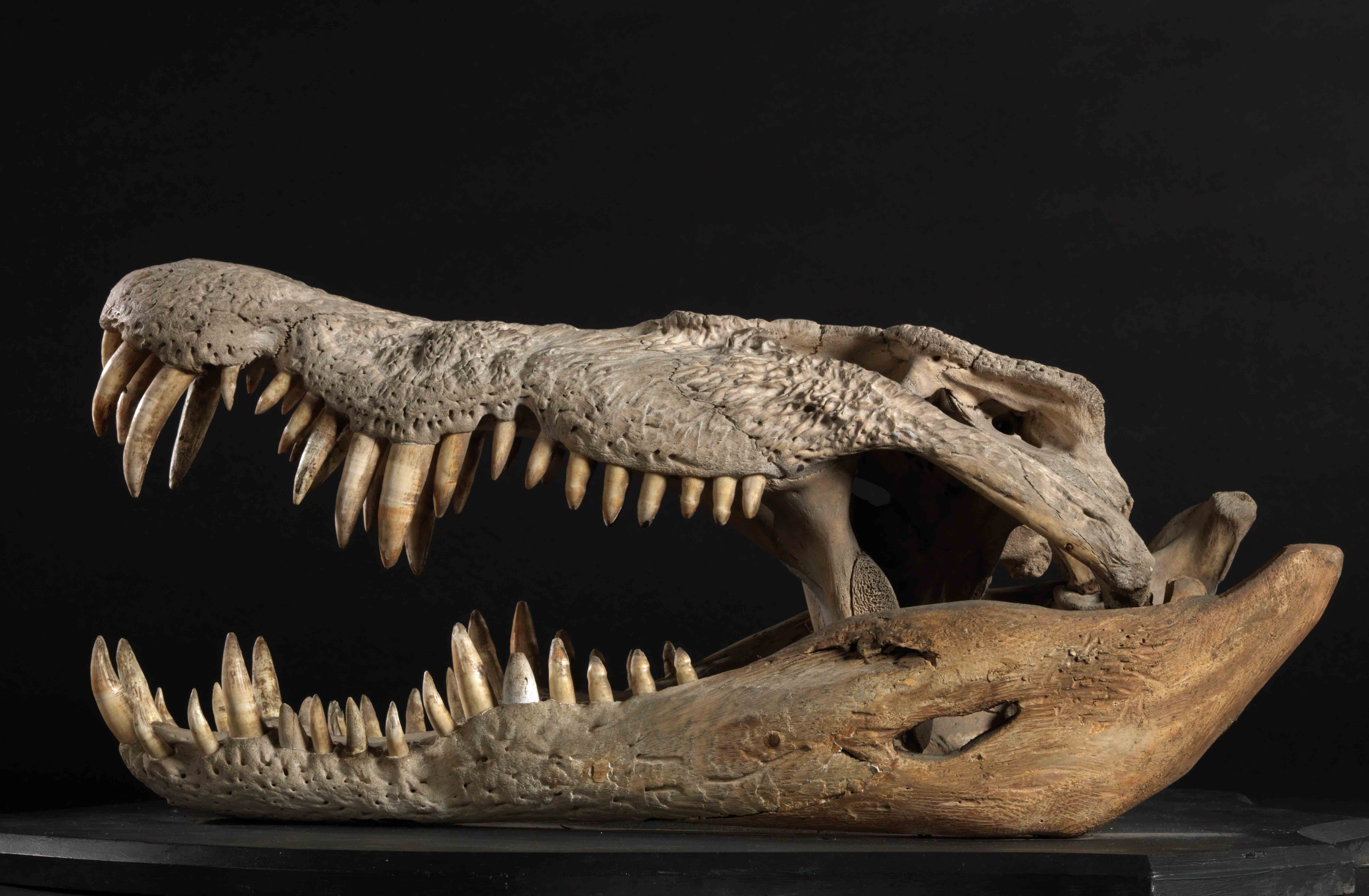
Cranio

Un paio di creste vanno dalle orbite al centro del muso, diventando più pronunciate con l'età. La superficie superiore della mandibola diventa molto rugosa nei grandi esemplari adulti. Le scaglie sui fianchi sono più ovali rispetto alle altre specie. Gli osteodermi (scaglie ossee) sono confinate alla schiena e a un piccolo inserto sulla nuca. Le squame ventrali sono rettangolari, regolari e relativamente piccole. In alcune regioni, una piccola percentuale degli animali tende a essere più chiara. La colorazione giovanile persiste per vari anni, diventando via via più sbiadita e meno vivace. Gli adulti sono in genere scuri, con aree grigie o giallastre più chiare. Bande e strisce scure sono presenti sui fianchi bassi, ma non si estendono alla regione ventrale. Il coccodrillo marino dispone da 28 a 40 ghiandole del sale, ognuna con il suo poro di apertura sulla lingua, per smaltire efficacemente l'eccesso di sali ingeriti attraverso il cibo e l'acqua.

## Dimensioni
Un esemplare di maschio adulto di coccodrillo marino raggiunge i 3,5-6 m di lunghezza per 200-1000 kg di peso. Le femmine sono più piccole, con una taglia media intorno ai 3 m.
Come tutti i coccodrilli, cresce per tutto l'arco della sua vita, anche se a ritmo più sostenuto durante gli anni della giovinezza e più lentamente una volta raggiunta la piena maturità.
La lunghezza massima accertata è di 7,1 metri (afferente a un esemplare catturato in India il 16 giugno 2006 ed attualmente vivente al Bhitarkanika Wildlife Sanctuary di Orissa). Esistono vari racconti di coccodrilli di dimensioni oltre gli otto metri ma vengono spesso classificati come leggende.
I maschi di oltre sei metri sono comunque rari, particolarmente dopo la caccia intensiva della prima metà del XX secolo, che ha sterminato gli animali più grandi.
In generale, comunque, i coccodrilli tenuti in cattività e gli ibridi crescono di più e più velocemente.
Ad esempio, il coccodrillo Yai, ibrido di C. porosus e C. siamensis tenuto in cattività a Bangkok, all'età di 30 anni (nel 2000) ha toccato i 6 metri di lunghezza e i 1.200 chili di peso diventando il più grande coccodrillo tenuto in cattività. Oggi la sua crescita è rallentata, ma continua.
Secondo i ricercatori Gordon Grigg e Carl Gans, i coccodrilli marini australiani possono raggiungere i 7 metri di lunghezza ed un peso di 2 t.

## Coccodrilli giganti

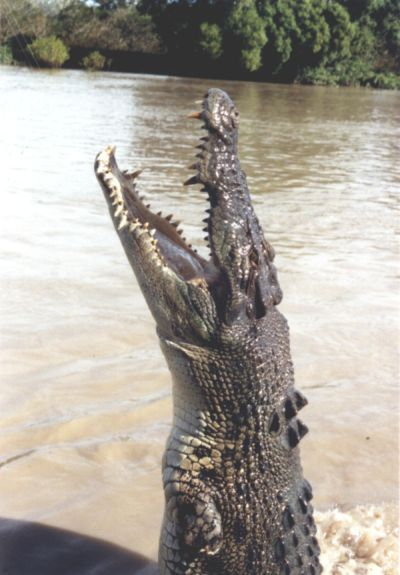
Un esemplare che salta fuori dall'acqua.

Esistono vari racconti di coccodrilli con dimensioni oltre gli otto metri, ma vanno valutati con attenzione. Il British Museum conserva un cranio di un coccodrillo marino che si dice sia appartenuto a un animale lungo 10,1 m catturato nel golfo del Bengala. Tuttavia, la misurazione del cranio (che è circa 1/7 della lunghezza dell'intero coccodrillo), porta a concludere che le dimensioni effettive dovevano essere in un intervallo compreso tra i 4,5 e i 5,5 m. La famiglia Kanika di Orissa in India conserva il cranio di un coccodrillo marino ucciso, si dice, nel 1926, che pare fosse circa 7,6 m. Il dato, mancando lo scheletro, non è comunque certo. 
Alcune fonti indicano il ritrovamento di un esemplare di 8,90 m (Filippine 1997), del quale, tuttavia, non è mai stata confermata l'autenticità. In Australia esistono racconti di vecchi cacciatori che parlano di prede di oltre otto metri di lunghezza (famoso l'episodio di Normanton nel Queensland, in Australia che menziona un esemplare di ben 8,63 mt ucciso nel 1957 e ribattezzato "Krys"), ma senza misurazioni precise e certificate sono destinati ad essere classificati come leggende.
Probabilmente un tempo era relativamente semplice trovare coccodrilli marini di grandi dimensioni nelle paludi dell'Australia e dell'Asia inferiore. Tuttavia, la spietata caccia della prima metà del XX secolo ha decimato questi esemplari.

## Dieta e formula dentaria
Totale denti: 64 - 68. Pre mascellari: 4; Mascellari: 13 - 14; Mandibolari: 15. I denti ricrescono.
I giovani si nutrono prevalentemente di insetti, anfibi, crostacei e piccoli pesci e rettili. 
La dieta si amplia man mano che l'animale cresce, benché continui a essere costituita in prevalenza da piccoli animali anche negli adulti.
Gli esemplari più grandi predano bufali, scimmie, sambar, cinghiali, squali, animali d'allevamento, a volte anche uomini.
Come tutti i coccodrilli, il coccodrillo marino non è in grado di masticare le prede perciò le fa a pezzi e inghiotte i bocconi tutti interi.

### Morso
Il morso di questo rettile può superare i 16 414 newton (1 673,8 kgf) esercitando quindi una pressione di 167 kg/cm².
Le mascelle del coccodrillo marino si chiudono a scatto in 50 millisecondi.
La forza generata dal suo morso fu, per molti anni, considerata equivalente a quella sprigionata dal tirannosauro, ma studi recenti hanno dimostrato che il T. rex aveva un morso almeno 4 volte più potente, calcolato in circa 60 000 newton (6 100 kgf).

## Habitat e comportamento
Le aree di cova e crescita per i piccoli sono stabilite nelle aree di acqua dolce. Le femmine raggiungono la maturità sessuale alla lunghezza di 2,2/2,5 metri (circa a 10 o 12 anni), i maschi verso i 3,2 metri (circa 16 anni). Ogni anno vengono deposte in media 40/60 uova (benché questo numero possa variare da un minimo di 25 a un massimo di 90) in nidi costruiti con materia vegetale e fango.
I nidi vengono costruiti tra novembre e marzo (durante la stagione delle piogge).
Ogni anno numerosi nidi vengono sommersi, uccidendo tutti gli embrioni ancora nell'uovo.
È stato osservato che se il nido è invece a rischio di siccità, la femmina cerca di spruzzare su di esso dell'acqua da una adiacente "piscina", costruita allo scopo.
Benché la femmina vigili vicino al nido, alcune uova rimangono vittime di predatori, come le lucertole, i maiali selvatici e umani che ne cercano le uova.
La femmina estrae i neonati dal nido quando cominciano a pigolare in modo caratteristico, e li trasporta in acqua tenendoli in bocca.
Il sesso dei nascituri è determinato dalla temperatura del nido (il massimo numero di maschi si ha intorno ai 31,6 °C, mentre le femmine nascono prevalentemente in presenza di temperature superiori o inferiori).
Il tasso di mortalità dei piccoli si attesta intorno al 99-98%.
Oltre alla predazione da parte di altre specie, cadono vittime di altri coccodrilli marini adulti. 
Il coccodrillo marino è meno socievole degli altri coccodrilli in quanto è l'unica specie territoriale: ciascun maschio adulto comanda un proprio territorio ed è disposto a dividerlo con diverse femmine ma non con gli altri maschi che respinge con foga. Tuttavia, in presenza di grandi quantità di cibo sembra più disponibile a tollerare i suoi simili.
Nuotando in mare aperto, può venire a contatto con squali predatori anche di grosse dimensioni, come lo squalo bianco, lo squalo tigre e lo squalo martello. Non sempre però squali e coccodrilli sono nemici: un filmato pubblicato dal National Geographic nel settembre 2017, girato con l'ausilio di un drone, ha mostrato squali tigre e coccodrilli marini nutrirsi insieme della carcassa di una balena tollerando la presenza reciproca.
In prossimità di fiumi è stato più volte documentato con numerosi filmati lo scontro tra tigri e coccodrilli marini. Specialmente se lo scontro è sulla terraferma la tigre riesce ad avere la meglio: è stato documentato, con diversi filmati, come la tigre riesca a uccidere il coccodrillo sfruttando al massimo la propria agilità. In un altro filmato un coccodrillo marino in acqua ha ucciso un esemplare di tigre che sostava sul bordo del fiume mentre cercava di abbeverarsi. Probabilmente le tigri riescono a predare e uccidere sulla terraferma i coccodrilli correndo però un pericolo mortale qualora il teatro dello scontro diventasse l'acqua.

## Nella cultura di massa
- Secondo una leggenda metropolitana, riportata anche sul Guinnes dei Primati, ma non ritenuta vera dagli storici, il 19 febbraio 1945 sull'isola Ramree (Birmania) più di mille soldati giapponesi della 54ª Divisione imperiale giapponese furono massacrati dalla colonia di coccodrilli marini residenti sull'isola[9]
- Uno dei personaggi principali dei racconti su Peter Pan, di James Matthew Barrie, è un affamato coccodrillo marino che aveva mangiato la mano di Capitan Uncino, divenendo il persecutore per antonomasia del famigerato pirata. Il coccodrillo ha anche ingoiato una sveglia, per cui ci si accorge sempre quando si avvicina perché l'orologio continua a funzionare e ad emettere un costante ticchettio anche da dentro il suo stomaco. Il coccodrillo, come evidenziato dalla sveglia che ha inghiottito, rappresenta il tempo che insegue Uncino (ovvero l'uomo adulto) terrorizzandolo poiché il tempo che scorre significa vecchiaia, mortalità.